# Place Jacques-Rueff
La place Jacques-Rueff est une place située dans le quartier du Gros-Caillou du 7e arrondissement de Paris.

## Situation et accès
La place Jacques-Rueff se trouve au centre du Champ-de-Mars, jardin au sud-est de la tour Eiffel. Elle est le rond-point central de l'avenue Joseph-Bouvard, transversale au Champ-de-Mars.

## Origine du nom
Elle porte le nom de l'économiste et académicien Jacques Rueff (1896-1978).

## Historique
En 1984, le rond-point central de l'avenue Joseph-Bouvard sur le Champ-de-Mars en est détaché et prend le nom de « place Jacques-Rueff ».

## Bâtiments remarquables et lieux de mémoire
- Le Champ-de-Mars.
- La tour Eiffel.